# ترابری در ارمنستان
این مقاله دربارهٔ ترابری در ارمنستان هست.

## راه ‌آهن

### مجموع
در مجموع ۸۵۰ کیلومتر خدمات حمل‌کننده عمومی وجود دارد و این شامل خطوط راه‌آهن صنعتی نیست.

### خطوط راه‌آهن عریض
۸۵۰ کیلومتر خطوط راه‌آهن (برق‌رسانی شده) با اندازه ۵ فوت و ۱۵۲۰ میلی‌متر وجود دارد.  ایروان دارای مترو هست.

### خطوط بین‌المللی
- جمهوری آذربایجان: بسته-  با اندازه راه‌آهن یکسان.
- گرجستان: فعال-  با اندازه راه‌آهن یکسان.
- ایران: از طریق آذربایجان- بسته- با اندازه راه‌آهن ۴ فوت و ۱⁄۲۸ اینچ.
- ترکیه: بسته- با اندازه راه‌آهن ۴ فوت و ۱⁄۲۸ اینچ.

بیشتر خطوط راه‌آهن بین‌المللی به علت مشکلات سیاسی در حال حاضر بسته هست. با اینحال روزانه قطار‌های درون و برون مرزی ایروان و تفلیس را به هم متصل می‌کند. از ایستگاه راه‌آهن ایروان به دو شهر تفلیس و  باتومی؛ و  ایستگاه راه‌آهن تفلیس به شهر ایروان ارتباط دارد. همچنین قطار‌های جدید برقی درون مرزی، ایروان را به گیومری، دومین شهر بزرگ ارمنستان متصل می‌کند؛ این قطار‌ها چهار بار در روز حرکت میکنند و مدت تقریبی هر سفر دو ساعت هست.
همچنین گفت‌و‌گو‌هایی انجام شده تا بین دو شهر تهران و ایروان خطوط راه‌آهن ساخته شود. ارمنستان برای اجرای این پروژه به دنبال گرفتن کمک‌هزینهٔ از بانک توسعه آسیایی هست. تکمیل این پروژه میتواند منجر به ایجاد کوتاه‌ترین مسیر ممکن میان اروپا و خلیج فارس شود. در ژوئن ۲۰۱۹، حسن روحانی رئيس جمهور ایران از این پروژه حمایت کرد و گفت: «ما می‌خواهیم خلیج فارس و دریای عمان به دریای سیاه متصل شود؛ و یکی از روش‌های عملی کردن این اتفاق، از طریق ایران، ارمنستان و گرجستان هست.»

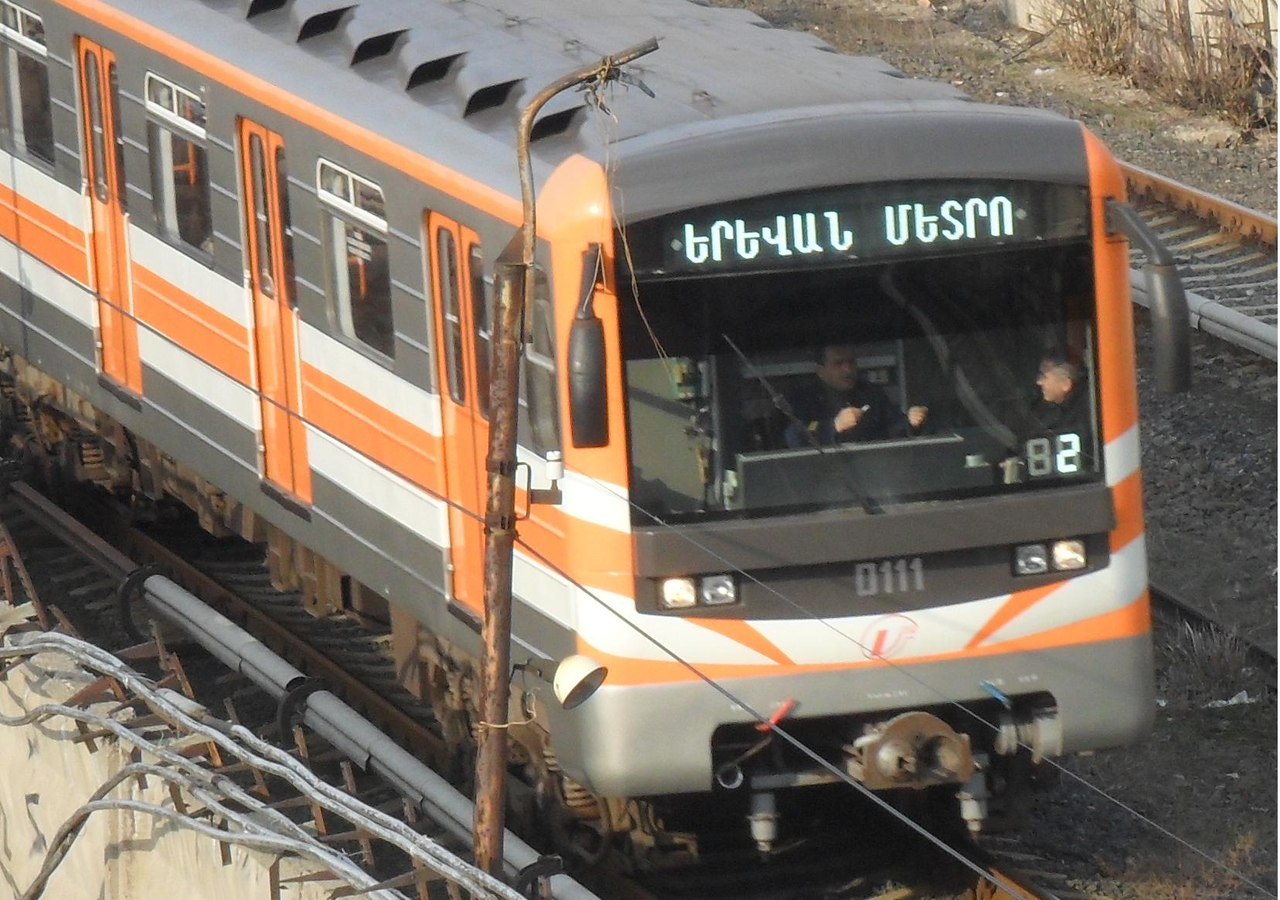
قطار متروی ایروان

### مترو
در ایروان، پایتخت ارمنستان، سامانه متروی ایروان فعالیت دارد. این سامانه در سال ۱۹۸۱  راه‌اندازی شد؛ و مانند بیشتر متروهای شوروی، ایستگاه در عمق زیاد ساخته (۷۰-۲۰ متر زیرزمین) و با عناصر ملی‌گرایی تزیین شد. این مترو بر ۱۳/۴ کیلومتر خطوط ریلی و در حال حاضر ۱۰ ایستگاه فعال دارد. روزانه قطار‌ها هر پنج دقیقه از ساعت ۶:۳۰ صبح تا ساعت ۲۳ به وقت محلی حرکت می‌کند. در سال ۲۰۱۷، میزان مسافران سالانه متوسط ۱۶/۲ میلیون نفر هست.  برخی از ایستگاه‌ها و قطار‌ها مجهز به اینترنت رایگان هست.

## اتوبوس

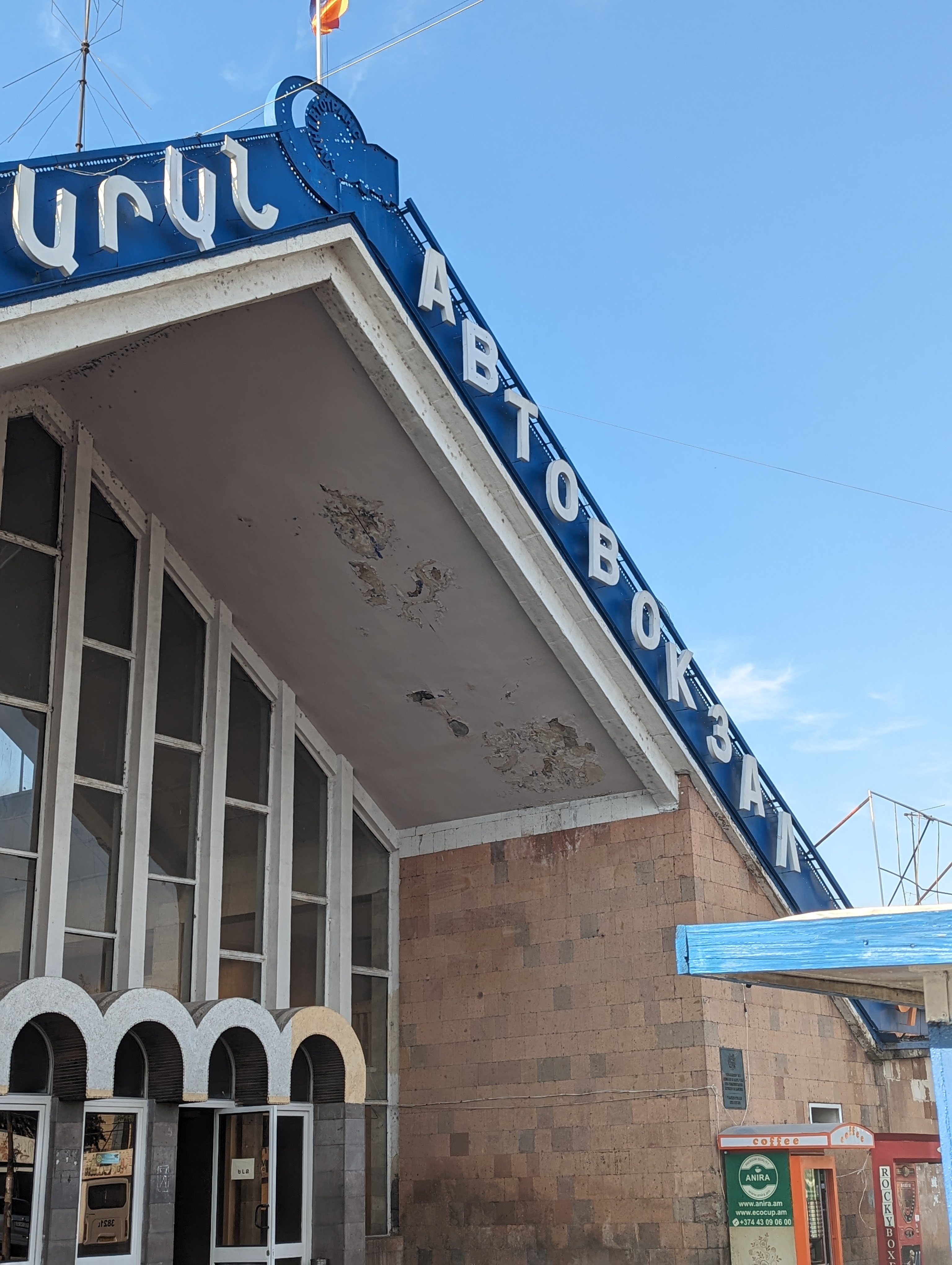
ورودی ایستگاه اتوبوس کیلیکیا ایروان

### ترابری بین‌المللی
مرز‌های زمینی ارمنستان به سمت گرجستان و ایران باز هست. ایستگاه اتوبوس مرکزی ایروان که به نام کیلیکیا نیز شناخته می‌شود، مهم‌ترین ترمینال ایروان هست که به پایانه‌های داخلی و خارجی ارتباط دارد. روزانه از ایروان به مقصد تفلیس و تهران سفر‌های اتوبوسی انجام می‌شود.همچنین ترابری اتوبوسی از ایروان به کی‌یف، موسکو، و سنت پترزبورگ وجود دارد. همچنین از طریق اتصال مسیر‌های گرجستان و اوکراین، می‌شود از ایروان به اروپا شرقی سفر کرد. علاوه‌ بر این، هفته‌ای یکبار خدمات اتوبوسی به استانبول از طریق گرجستان وجود دارد. در ژوئن ۲۰۱۹، ترابری اتوبوسی بین ایروان و بغداد از طریق ایران ممکن شد.

### ترابری داخلی
سامانه اتوبوسی ارمنستان تمام شهر‌های اصلی، شهر های کوچک و روستا‌های کشور را به هم متصل می‌کند. این سامانه غالبا مجهز به مینی‌ون‌های «GAZelle» با ظرفیت ۱۵ سرنشین هست. اگرچه از اتوبوس‌های ساخته دوره شوروی شرکت لی‌آز نیز استفاده می‌شود. 
ایروان شبکه اتوبوس‌رانی بزرگ و پیوسته‌ای دارد که به ناوگان اتوبوس‌رانی جدیدی مجهز شده هست. همچنین بیشتر اتوبوس‌های شهری به اینترنت رایگان مجهز هست. 
با اینحال، بیشتر اتوبوس‌ها مشکل ازدحام جمعیت دارد و معمولا در ایروان، تعداد سرنشینان بیش از ظرفیت هست. همچنین بین ساعات ۲۳ تا ۶ صبح خدمات اتوبوس‌رانی برقرار نیست. 
در ایستگاه متروی یریتاسارداکان، ۲۰۱ شاتل فرودگاهی وجود دارد که مسافران را مستقیما به فرودگاه بین‌المللی زوارتنوتس می‌رساند.

## سواره‌رو و مسیر‌های جاده‌ای
پس از استقلال ارمنستان، این کشور شبکه پیوسته بزرگراه‌ خود را توسعه داده هست.  «برنامهٔ سرمایه‌گذاری بر گذرگاه جاده‌ای شمالی- جنوبی»، پروژه زیرساختی عظیمی و ۱/۵ میلیارد دلاری هست که توسط بانک توسعهٔ آسیایی و بانک توسعه اورآسیا  تامین مالی می‌شود و هدف آن اتصال مرز‌های جنوبی ارمنستان به شمال کشور از طریق بزرگراه ۵۵۶ کیلومتری «مغری-ایروان-باورا» هست. همچنین پس از تکمیل این پروژه، امکان اتصال این بزرگراه به اروپا از طریق دریای سیاه وجود دارد. این بزرگراه می‌تواند بنادر دریای سیاه در گرجستان را به بنادر مهم ایران متصل کند؛ و در نتیجه ارمنستان می‌تواند با کمک بزرگراه مغری-ایروان-باورا به گذرگاه ترابری استراتژیکی میان اروپا و آسیا تبدیل شود. این کشور به دنبال گرفتن وام‌های بیشتری از چین به عنوان بخشی از این نوار ترابری هست تا ساخت بزرگراه شمالی-جنوبی خود را تکمیل کند.
ارمنستان از طریق شبکه بین‌المللی‌ ای-جاده، از طریق جاده‌های متعددی مانند جاده ئی۱۱۷، ئی۶۹۱، ئی۰۰۱، و ئی۶۰ به اروپا متصل می‌شود. تعداد خودرو‌های ثبت‌شده و بیمه‌شده در ارمنستان از ۳۹۰۴۵۷ دستگاه در سال ۲۰۱۱، به ۴۵۷۸۷۸ دستگاه افزایش یافته هست.

## فرودگاه‌
فرودگاه‌های بین‌المللی بزرگی در ارمنستان وجود دارد؛ در سال ۲۰۱۱، یازده فرودگاه در این کشور دایر بود. با اینحال هوانوردی تجاری فقط در فرودگاه بین‌المللی زوارتنوتس در ایروان، و فرودگاه بین‌المللی شیراک در گیومری انجام می‌شود. ایر دیلیجانس و آرمنیا ایرویز، اصلی‌ترین شرکت‌های هواپیمایی در ارمنستان هست‌.
ارتباطات هوایی متعددی بین ایروان و دیگر شهر‌های منطقه وجود دارد؛ مانند آتن، بیروت، بارسلونا، تل‌آویو، کی‌یف، پراگ، تهران و ورشو. همچنین روزانه به اکثر کشورهای مستقل مشترک‌المنافع سفر هوایی انجام می‌شود. 
طبق آمار، تعداد گردشگرانی که از طریق سفر هوایی وارد ارمنستان می‌شوند سالانه افزایش می‌یابد؛ در سال ۲۰۱۸  تعداد مسافرانی که در دو فرودگاه اصلی ارمنستان پرواز داشتند، ۲،۸۵۶،۶۷۳ میلیون بود و این رقم در سال ۲۰۱۹، به بیشتر از سه میلیون نفر افزایش یافت که بالاترین میزان در تاریخ ارمنستان بود.